# Баранов Богдан
Богда́н Бара́нов — майстер спорту України з дзюдо, тренер з боксу.

## Життєпис
Вагова категорія 81 і 90 кг; 2011 року представляв Донецьку область (Красноармійськ). Здобув вищу освіту; сертифікований фахівець в області фітнесу.
Тренер тренажерної зали  клубу «CrossFit».
Чемпіон і призер чемпіонатів України, всеукраїнських та міжнародних турнірів з дзюдо, всеукраїнських турнірів по кроссфіту.